# Distrito Escolar Unificado de Albany
El Distrito Escolar Unificado de Albany (Albany Unified School District) es un distrito escolar de California. Tiene su sede en Albany. Sirve la ciudad de Albany, incluyendo UC Village, apartamentos para estudiantes de la Universidad de California en Berkeley.

## Escuelas
- Albany Adult School
- Albany High School
- MacGregor High School (escuela preparatoria alternativa)
- Albany Middle School
- Escuelas primarias:
  - Cornell School
  - Marin School
  - Ocean View School
- Albany Children's Center